# Bruno Chizzo
Bruno Chizzo (ur. 19 kwietnia 1916 w Udine, zm. w sierpniu 1969) – włoski piłkarz występujący podczas kariery na pozycji pomocnika.

## Kariera
Bruno Chizzo jest wychowankiem klubu Udinese Calcio. Potem występował kolejno w następujących drużynach: Triestina Calcio, A.C. Milan, Genoa CFC, Anconitana, ponownie Udinese i Genoa, AC Bolzano i Empoli FC. Karierę piłkarską zakończył w wieku 34 lat.
W oficjalnym spotkaniu reprezentacji Włoch nigdy nie wystąpił. W 1938 roku był natomiast powołany na III Mistrzostwa Świata w Piłce Nożnej 1938 we Francji. Jego zespół zwyciężył w finale 4:2 z Węgrami.
Chizzo zmarł w wieku 53 lat.

## Sukcesy w reprezentacji
- mistrzostwo świata 1938